# بايرون غلاسغو
بايرون غلاسغو (بالإنجليزية: Byron Glasgow)‏ هو لاعب كرة قدم بريطاني، ولد في 18 فبراير 1979 في لندن في المملكة المتحدة. لعب مع نادي ريدنغ ونادي كرولي تاون.

## وصلات خارجية
- بايرون غلاسغو على موقع قاعدة بيانات كرة القدم.إي يو (الإنجليزية)
- بايرون غلاسغو على موقع Soccerbase.com (لاعب) (الإنجليزية)
- بايرون غلاسغو على موقع عالم كرة القدم.نت (الإنجليزية)